# Blake-Massiv
Das Blake-Massiv ist ein kompaktes, aus Graten bestehendes Massiv ohne erkennbarem Gipfel in der antarktischen Ross Dependency. Es ragt 1800 m hoch an der Südflanke des Byrd-Gletschers zwischen dem Lowry-Massiv im Nordosten und dem Mandarich-Massiv im Südwesten auf.
Namensgeber dieser Formation ist der neuseeländische Segler und Umweltschützer Peter Blake (1948–2001), unter anderem zweimaliger Sieger des America’s Cup, der im Dezember 2001 von Flusspiraten im brasilianischen Amazonasdelta ermordet wurde.